# Simulium subexiguum
Simulium subexiguum är en tvåvingeart som beskrevs av William D. Field 1967. Simulium subexiguum ingår i släktet Simulium och familjen knott.
Artens utbredningsområde är Panama. Inga underarter finns listade i Catalogue of Life.